# Крістофер Пріст
Крі́стофер Пріст (англ. Christopher Priest 14 липня 1943, Чидл — Розей, Аргайл-і-Б'ют, Шотландія, 2 лютого 2024) — англійський письменник-фантаст, автор романів «Престиж», «Гламур».
1983 року Пріст був одним з 20 найкращих романістів за версією Granta Best of Young British Novelists. Чоловік письменниці Лі Кеннеді. Живе в Гастінгсі зі своїми двома дітьми. Раніше був одружений з письменницею Лізою Татл.

## Життєпис
Народився 1943 року в місті Чидл, Англія. Перша велика робота Пріста була опублікована в 1970 році (роман Indoctrinaire, похмурий погляд на майбутнє світу,що помирає, людей), а потім пішли інші, в яких з'являється сильний науково-фантастичний підтекст. Письменника завжди займала тема реальності, відмінностей у сприйнятті реальності різними людьми, зв'язок реальності і спогадів. Проза Крістофера Пріста відрізняється пристойною літературною мовою, новизною ідей, психологічністю, драматичними сюжетами, які тісно переплетені з фантастикою і містикою.
Лауреат цілої низки літературних премій. Зокрема, тричі ставав лауреатом Британської премії в галузі наукової фантастики.

## Творчий доробок
- «Перевернутий світ»
- «Машина простору» (1976)
- «Лотерея» (1981)
- «Гламур»
- «Лещата доктринерства»
- «Престиж» (1995; переклад Іларії Шевченко)
- «Екстрим»